# Comuna Branî, Horohiv
Branî (în ucraineană Брани) este o comună în raionul Horohiv, regiunea Volînia, Ucraina, formată din satele Borîskovîci, Branî (reședința) și Dovhiv.

## Demografie
Componența lingvistică a satului Branî
     Ucraineană (99,63%)
     Alte limbi (0,31%)
Conform recensământului din 2001, majoritatea populației satului Branî era vorbitoare de ucraineană (99,63%), existând în minoritate și vorbitori de alte limbi.